# 青木淳悟
青木 淳悟（あおき じゅんご、1979年5月9日 - ）は、日本の小説家。埼玉県狭山市出身。早稲田大学第二文学部表現・芸術系専修卒業。

## 経歴
早稲田大学在学中の2003年、「四十日と四十夜のメルヘン」で第35回新潮新人賞を受賞しデビュー。2005年、「クレーターのほとりで」が第18回三島由紀夫賞候補。同年に上記2作を収めた作品集『四十日と四十夜のメルヘン』で第27回野間文芸新人賞受賞。2009年、『このあいだ東京でね』で第22回三島由紀夫賞候補。2012年、『わたしのいない高校』で第25回三島由紀夫賞受賞。

## 作風
デビュー作「四十日と四十夜のメルヘン」は時間軸が円環構造になっている複雑な構成で、選考委員の保坂和志が「これはピンチョンなんだ。」と強く推薦して新潮新人賞を受賞したが、単行本化に際して大きく書き直された。これについて保坂は、「ピンチョンみたいなところ」は無くなり、「青木淳悟になった」と評している。同作はさらに文庫化にあたっても大きく書き直された。『匿名芸術家』の単行本には、初出の雑誌掲載版が収められている。
「このあいだ東京でね」は、インターネットのマンション関連の掲示板を半年間読みふけった後に書かれた。また『私のいない高校』は古本屋で手にした、高校教師の書いた『アンネの日記 海外留学生受け入れ日誌』という「業務日誌のような本」を元にしている。その他にもアニメ『耳をすませば』を元にした「私、高校には行かない。」やテレビゲーム『プロ野球?殺人事件!』を元にした「プロ野Ｑさつじん事件」など、独特の執筆手法を取る。

## 作品

### 単行本
- 『四十日と四十夜のメルヘン』（新潮社、2005年2月 / 新潮文庫2009年8月）
  - 四十日と四十夜のメルヘン（『新潮』2003年11月号） - 単行本化・文庫化にあたりそれぞれ改稿
  - クレーターのほとりで（『新潮』2004年10月号）
- 『いい子は家で』（新潮社、2007年5月 / ちくま文庫、2013年4月）
  - いい子は家で（『新潮』2006年2月号）
  - ふるさと以外のことは知らない（『群像』2006年9月号）
  - 市街地の家（『群像』2005年5月号）
  - 飛翔－はばたき－（文庫版のみ収録、『すばる』2009年3月号）
- 『このあいだ東京でね』（新潮社、2009年2月）
  - さようなら、またいつか（『文藝』2006年夏号）
  - このあいだ東京でね（『新潮』2008年9月）
  - TOKYO SMART DRIVER（『新潮』2008年11月号）
  - 障壁（『群像』2009年1月号）
  - 夜の目撃談（『早稲田文学』2号、2008年12月）
  - ワンス・アポン・ア・タイム（『群像』2008年12月号）
  - 日付の数だけ言葉が（『早稲田文学』0号、2007年5月）
  - 東京か、埼玉 ―家と創作ノートと注釈―（エクスナレッジムック No.10『住宅デザインの教科書』掲載「家と創作ノートと注釈」を改題）
- 『私のいない高校』（講談社、2011年6月）
  - 私のいない高校（『群像』2011年2月号）
- 『男一代之改革』（河出書房新社、2014年7月）
  - 男一代之改革（『文藝』2014年夏号）
  - 鎌倉へのカーブ（『文藝』2011年冬号）
  - 二〇一一年三月――ある記録（『新潮』2011年5月号）
- 『匿名芸術家』（講談社、2015年6月）
  - 匿名芸術家（『群像』2015年3月号）
  - 四十日と四十夜のメルヘン（『新潮』2003年11月号） - 『新潮』初出掲載版
- 『学校の近くの家』（新潮社、2015年12月）
  - 学校の近くの家（『新潮』2014年9月号）
  - 光子のヒミツ（『新潮』2014年11月号掲載「心のレタリング」を改題）
  - 二年生の曲がり角（『新潮』2015年1月号）
  - 存在の父親（『新潮』2015年3月号）
  - 帰る友達の後ろ姿（『新潮』2015年5月号掲載「友達のルート」を改題）
  - 十一年間の思い出（『新潮』2015年7月号）
  - 別の学校（書き下ろし）
- 『憧れの世界 ――翻案小説を書く』（代わりに読む人、2024年12月）
  - 〈青春懺悔の記〉いかにファンでなかったか？（エッセイ、書き下ろし）
  - 憧れの世界（『文學界』2019年2月号）
  - 私、高校には行かない。（『文學界』2017年4月号）
  - 小説家、ジブリを書こうとする――「失敗から始める」翻案への道（自作解説、書き下ろし）

### 単行本未収録
- 西池袋特集～亀が袋を背負って～（『早稲田文学 記録増刊 震災とフィクションの“距離”』）
- 消防Q太がやってきた！～「消防少女かのか☆まなか」の巻～（『真夜中』No.13 2011 Early Summer）
- P坊くんといっしょ～池袋伝説!! 首なしライダー編～（『真夜中』No.14 2011 Early Autumn）
- 薄紫雲間源氏（『群像』2012年1月号）
- 江戸鑑出世紙屑（『新潮』2013年1月号）
- 激越!! プロ野球県聞録（『すばる』2013年8月号）
- 言葉がチャーチル（『美術手帖』2013年11月号、絵：師岡とおる）
- 捕まえて、鬼平！～鬼平「風説」犯科帳～（『群像』2013年12月号）
- プロ野球さつじん事件（『すばる』2014年1月号）
- 国学者たちの弁論（『GRANTA JAPAN with 早稲田文学02』2014年4月）
- innocent world（『群像』2016年8月号[4]）
- 僕ボードレール（『群像』2017年2月号）
- 僻説俗論　明治十年が如く（『三田文学』2017年夏季号）
- プロ野Ｑさつじん事件（『すばる』2017年9月号）
- 水戸黄門は見た（『群像』2018年2月号）
- ファザーコンプレックス（『新潮』2022年4月号）
- 春の苺（『群像』2023年12月号）